# Федин, Анатолий Иванович
Анатолий Ива́нович Федин (род. 6 октября 1940, Москва) — советский и российский невролог. Заслуженный врач Российской Федерации (1997), лауреат премии в области науки и техники правительства Российской Федерации (2003), доктор медицинских наук (1983), профессор (1988). С 1987 года заведует кафедрой неврологии факультета дополнительного профессионального образования РНИМУ им. Н. И. Пирогова, выпускником которого является.

## Биография
Окончил Московское медицинское училище № 1 (1959), работал выездным фельдшером станции скорой медицинской помощи г Москвы. Окончил вечерний лечебный факультет 2-го Московского государственного медицинского института имени Н. И. Пирогова — ныне Российский национальный исследовательский медицинский университет имени Н. И. Пирогова (1968) и там же клиническую ординатуру (1969) и аспирантуру (1971) кафедры неврологии лечебного факультета. С 1971 года преподаёт в альма-матер, защитил кандидатскую диссертацию (1973), а в 1983 году — докторскую.
С 1987 года заведует кафедрой неврологии факультета дополнительного профессионального образования альма-матер.
С 2000 по 2005 годы главный врач Центральной клинической больницы Святителя Алексия Московской Патриархии Русской православной церкви.
С 2014 года главный редактор общероссийской газеты «Новости неврологии» и Интернет-портала «Невроньюс». Входит в редакционную коллегию медицинских журналов «Анналы неврологии», «Лечение нервных болезней», «Consilium medicum», Первого медицинского канала. Является членом президиума Всероссийского общества неврологов, членом пленума Национальной ассоциации по борьбе с инсультом, иностранным членом Американской академии неврологии (1996).
В центре научных интересов А. И. Федина — острые и хронические формы цереброваскулярной болезни, амбулаторная неврология, эпилепсия. Под его началом защищено 7 докторских и 49 кандидатских диссертаций.
Автор 405 научных работ, 11 монографий, учебников и руководств по неврологии.

## Награды, премии, почётные звания
- Награжден орденами «За заслуги перед Отечеством» IV степени (2004), «Знак Почёта», двумя орденами Святого Даниила Русской православной церкви, медалями, Премией Правительства РФ «За создание и внедрение в медицинскую практику антиоксидантных препаратов для лечения и профилактики цереброваскулярных болезней» (ЛП Мексидол)[4].